# Sô-Ava
Sô-Ava est une commune du sud-est du Bénin dans le département de l'Atlantique. La cité lacustre de Ganvié fait partie de cette commune.

## Géographie
La localité est arrosée par la rivière Sô à laquelle elle doit son nom.
Les arrondissements de sô-Ava sont : Vekky , Ganvié 1 , Ganvié 2, Houédo-Gbadji, Ahomey Dekanmey , etc. etc.

## Population
Lors du recensement de 2013 (RGPH-4), la commune comptait 118 547 habitants,

## Économie

### Galerie de photos

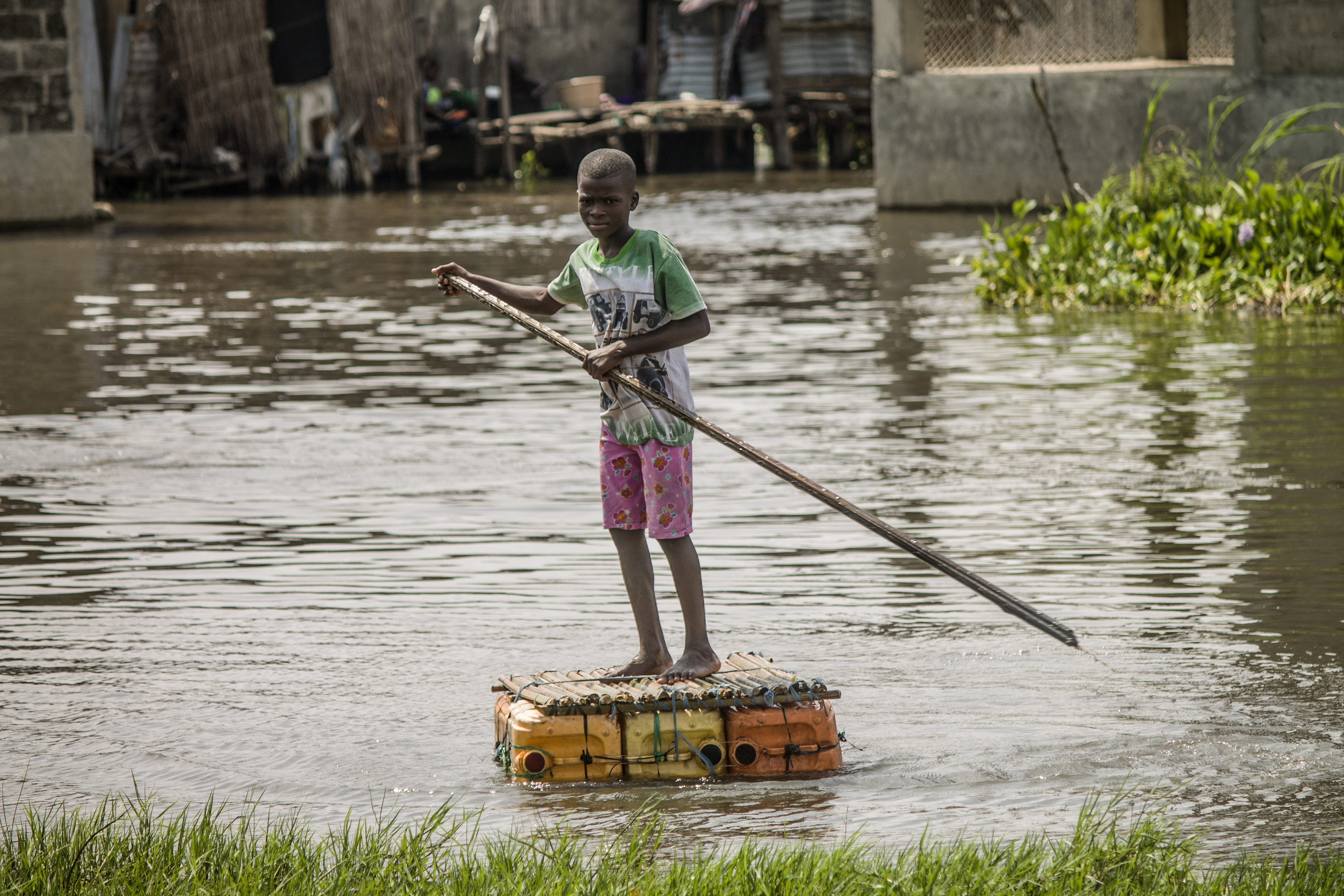
Sô-ava
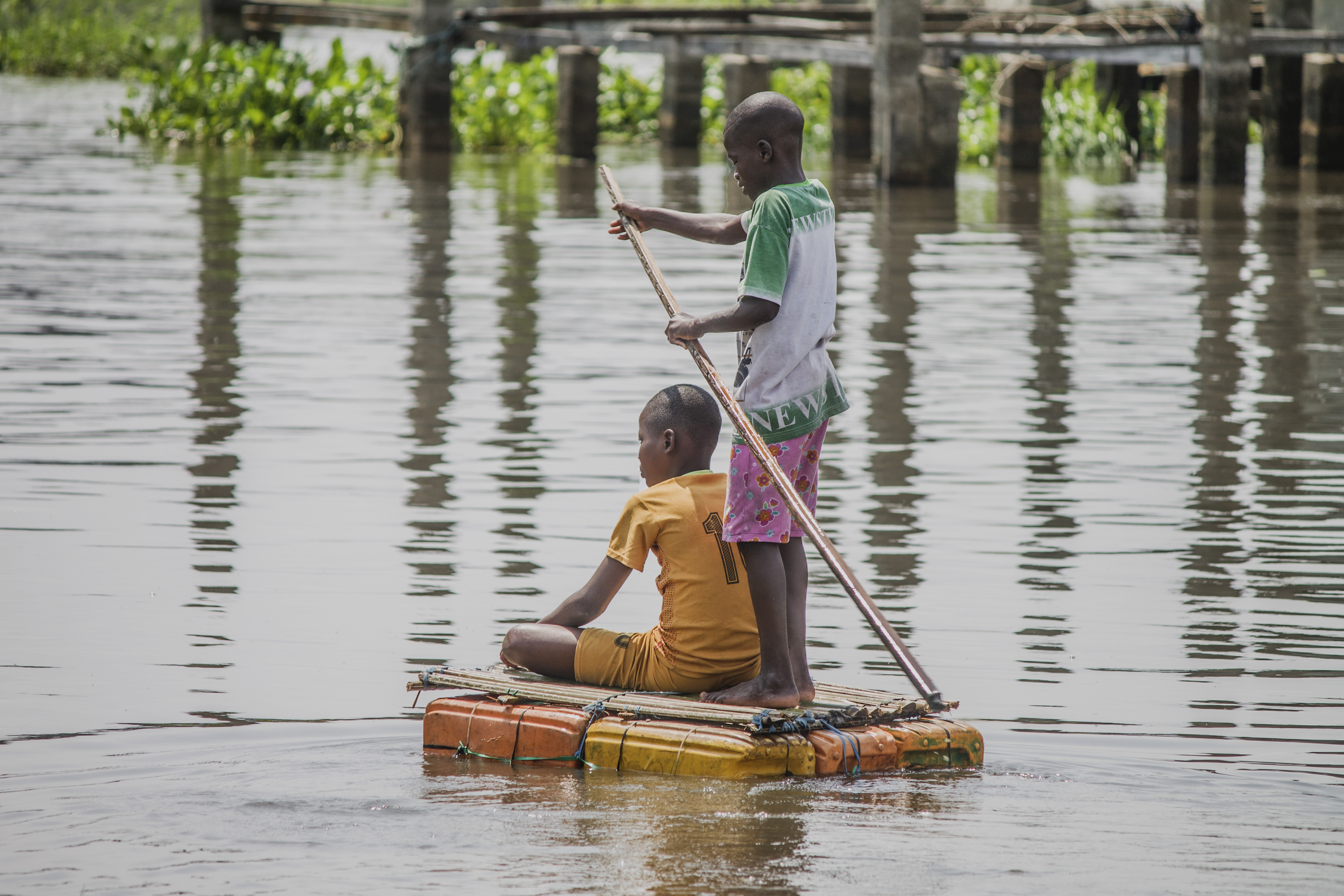
Sô-ava
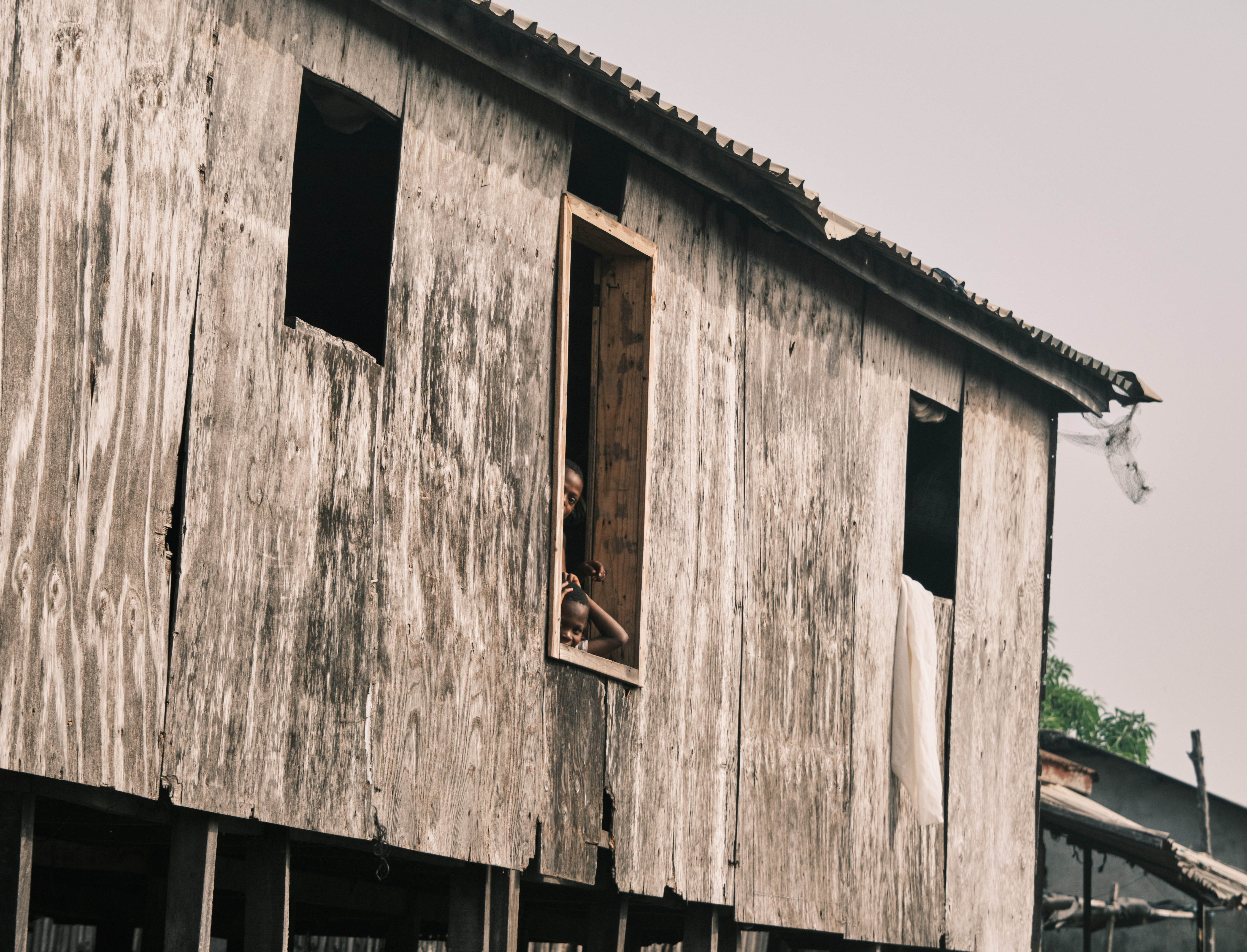
Maison sur pilotis.